# Marathon van Parijs 1988
De marathon van Parijs 1988 werd gelopen op zondag 15 mei 1988. Het was de dertiende editie van deze marathon. De wedstrijd begon op het Place de la Concorde en finishte op de racebaan van Vincennes.
De Portugees Manuel Matias kwam bij de mannen als eerste over de streep in 2:13.53, op vijf seconden gevolgd door de Nederlander Cor Lambregts. De Portugese Aurora Cunha was bij de vrouwen het sterkst. Haar winnende tijd was 2:34.56.
In totaal haalden 8370 lopers de finish. Dit waren zo'n 2000 lopers minder dan in 1984, het drukste jaar in het geschiedenis van deze marathon.

## Uitslagen

### Mannen
| rang   | naam               | land | tijd    |
| ------ | ------------------ | ---- | ------- |
| Goud   | Manuel Matias      | POR  | 2:13.53 |
| Zilver | Cor Lambregts      | NED  | 2:13.58 |
| Brons  | Pavel Klimes       | CZE  | 2:15.52 |
| 4      | Michael Bishop     | WAL  | 2:15.56 |
| 5      | Michel Constant    | FRA  | 2:16.11 |
| 6      | Mustapha Leghnider | MAR  | 2:16.36 |
| 7      | Alfredo Shahanga   | TAN  | 2:17.50 |
| 8      | Pascal Morate      | FRA  | 2:19.37 |
| 9      | Alexandre Rachide  | FRA  | 2:19.52 |
| 10     | Michel Brochu      | CAN  | 2:20.45 |

### Vrouwen
| rang   | naam                     | land | tijd    |
| ------ | ------------------------ | ---- | ------- |
| Goud   | Aurora Cunha             | POR  | 2:34.56 |
| Zilver | Maria Conceiçao Ferreira | POR  | 2:35.25 |
| Brons  | Marciana Mukamurenzi     | RWA  | 2:36.53 |
| 4      | Martine Van De Gehuchte  | BEL  | 2:40.41 |
| 5      | Manuela Machado          | POR  | 2:45.37 |

1976 ·
1977 ·
1978 ·
1979 ·
1980 ·
1981 ·
1982 ·
1983 ·
1984 ·
1985 ·
1986 ·
1987 ·
1988 ·
1989 ·
1990 ·
1991 ·
1992 ·
1993 ·
1994 ·
1995 ·
1996 ·
1997 ·
1998 ·
1999 ·
2000 ·
2001 ·
2002 ·
2003 ·
2004 ·
2005 ·
2006 ·
2007 ·
2008 ·
2009 ·
2010 ·
2011 · 
2012 · 
2013 ·
2014 ·
2015 ·
2016 ·
2017